# Мртва кора
Мртва кора представља ткиво са спољне стране биљке. Она је скуп мртвих елемената разлчитих ткива. Знатне је дебљине и представља далеко моћнију заштиту стабла, него што је то чинила плута. Нарочито је развијена код храста, бора...
Одбацивање мртве коре врши се посебним ткивом које се назива фелоид. Добија се сукцесивно појавом фелогена у дубљим слојевима стабла.